# Brent North
Circonscription parlementaire de la Chambre des communes
La circonscription de Brent North est une circonscription électorale anglaise située dans le Grand Londres et représentée à la Chambre des communes du Parlement britannique.

## Géographie
La circonscription comprend :
- La partie nord-ouest du borough londonien de Brent
  - Les wards d'Alperton, Kenton, Northwick Park, Queensbury, Sudbury et Wembley Central

## Députés
Les Members of Parliament (MPs) de la circonscription sont :
| Législature                                         | Années       | Député | Député         | Parti        |
| --------------------------------------------------- | ------------ | ------ | -------------- | ------------ |
| Brent North issue de Wembley North et Wembley South |              |        |                |              |
| 46e                                                 | 1974–1974    |        | Rhodes Boyson  | Conservateur |
| 47e                                                 | 1974–1979    |        | Rhodes Boyson  | Conservateur |
| 48e                                                 | 1979–1983    |        | Rhodes Boyson  | Conservateur |
| 49e                                                 | 1983–1987    |        | Rhodes Boyson  | Conservateur |
| 50e                                                 | 1987–1992    |        | Rhodes Boyson  | Conservateur |
| 51e                                                 | 1992–1997    |        | Rhodes Boyson  | Conservateur |
| 52e                                                 | 1997–2001    |        | Barry Gardiner | Travailliste |
| 53e                                                 | 2001–2005    |        | Barry Gardiner | Travailliste |
| 54e                                                 | 2005–2010    |        | Barry Gardiner | Travailliste |
| 55e                                                 | 2010–2015    |        | Barry Gardiner | Travailliste |
| 56e                                                 | 2015–2017    |        | Barry Gardiner | Travailliste |
| 57e                                                 | 2017–2019    |        | Barry Gardiner | Travailliste |
| 59e                                                 | 2019–Présent |        | Barry Gardiner | Travailliste |

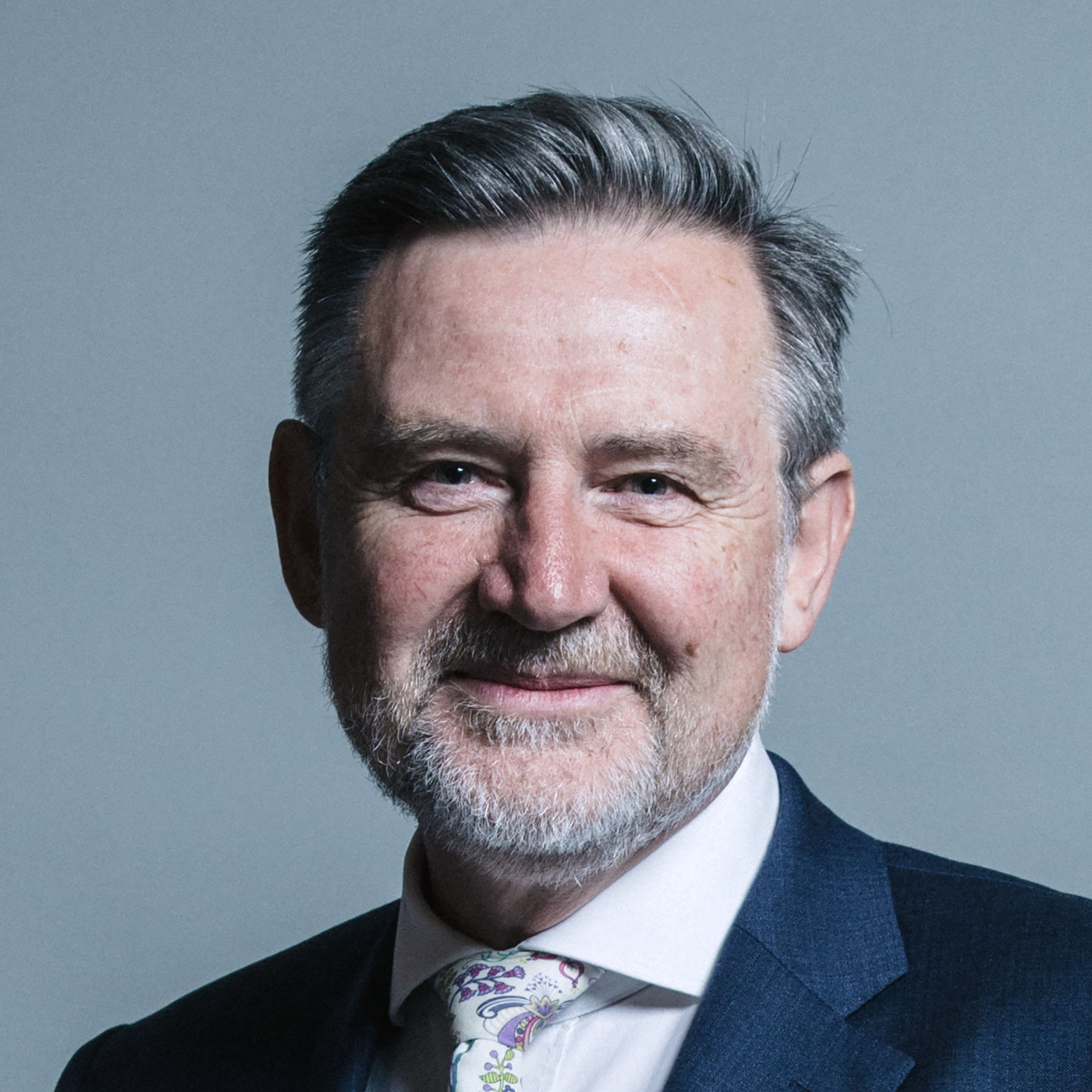
Barry Gardiner (1997-Présent)